# Cantonul Lika-Senj
Cantonul Lika-Senj este una dintre cele 21 unități administrativ-teritoriale de gradul I ale Croației. Are o populație de 53.677 locuitori (2001). Reședința sa este orașul Gospić. Cuprinde 4 orașe și 8 comune.